# ماتریس پادمتقارن
ماتریس پادمتقارن (به انگلیسی: Skew-symmetric matrix)، ماتریس مربعی است که به ازای هر i و j داشته باشیم aij=-aji.
به عبارت دیگر ماتریس مربعی A را پادمتقارن گویند هرگاه A’=-A
برای نمونه:
{\displaystyle {\begin{bmatrix}0&-7&-3\\7&0&5\\3&-5&0\end{bmatrix}}}
از ویژگی‌های ماتریس‌های پادمتقارن:
- درایه‌های قطر اصلی ماتریس‌های پاد متقارن برابر صفر هستند.
- این نوع ماتریس اگر از مرتبه فرد باشد، دترمینان آن برابر صفر و اگر از مرتبه زوج باشد، دترمینان آن برابر یک مربع کامل است.
- جمع دو ماتریس پاد متقارن از یک مرتبه برابر یک ماتریس پادمتقارن از همان مرتبه است.
- نتیجه ضرب یک عدد حقیقی در یک ماتریس پادمتقارن یک ماتریس پادمتقارن است.
- اگر به یک ماتریس پاد متقارن از مرتبه سه، ماتریس همانی (به انگلیسی: Identity Matrix) هم مرتبه آن را اضافه کنیم، دترمینان ماتریس جدید برابر مجموع مربعات درایه‌های غیر صفر به علاوه یک می‌باشد.
{\displaystyle {\begin{vmatrix}0&x&y\\-x&0&j\\-y&-j&0\end{vmatrix}}=0}
{\displaystyle {\begin{vmatrix}1&x&y\\-x&1&j\\-y&-j&1\end{vmatrix}}=x^{2}+y^{2}+j^{2}+1}
این موضوع را به صورت کلی تر هم می‌توان نوشت:
{\displaystyle {\begin{vmatrix}k&x&y\\-x&k&j\\-y&-j&k\end{vmatrix}}=kx^{2}+ky^{2}+kj^{2}+k^{3}}
- مشارکت‌کنندگان ویکی‌پدیا. «Skew-symmetric matrix». در دانشنامهٔ ویکی‌پدیای انگلیسی، بازبینی‌شده در ۲۶ فوریه ۲۰۱۴.